# Iquinuapa
Iquinuapa es un poblado del municipio de Jalpa de Méndez ubicado en la subregión centro del estado mexicano de Tabasco.

## Geografía
La localidad de Iquinuapa se sitúa en las coordenadas geográficas 18°11′45″N 93°07′14″O / 18.195833, -93.120556, a una elevación de 5 metros sobre el nivel del mar.

## Demografía
Según el Conteo de Población y Vivienda 2020, efectuado por el Instituto Nacional de Estadística y Geografía, la localidad de Iquinuapa tiene 3,134 habitantes, de los cuales 1,555 son del sexo masculino y 1,579 del sexo femenino. Su tasa de fecundidad es de 2.48 hijos por mujer y tiene 812 viviendas particulares habitadas.
| Gráfica de evolución demográfica de Iquinuapa entre 1900 y 2020 |
|                                                                 |
| INEGI.                                                          |